# Forschungszentrum Jülich

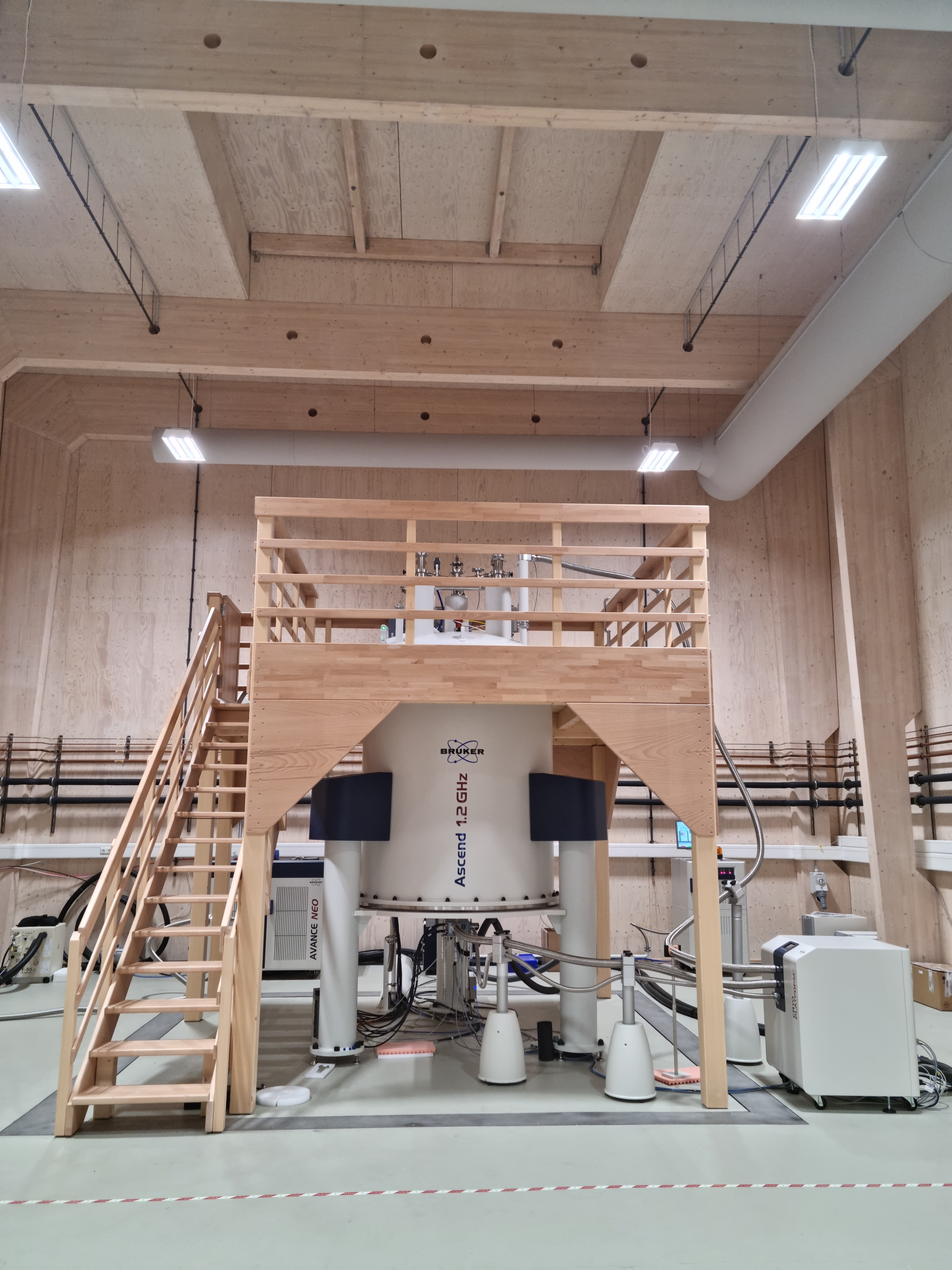
En av världens första 1,2 GHz NMR-magneter finns i Jülich.

Forschungszentrum Jülich är ett forskningsinstitut i Jülich i den tyska delstaten Nordrhein-Westfalen. Det är en del av Helmholtz-Gemeinschaft Deutscher Forschungszentren och en av de största forskningsinstitutionena i Europa. Institutet grundades 1956 av delstaten Nordrhein-Westfalen. År 1961 blev namnet ändrat till Kernforschungsanlage Jülich och 1990 till dagens namn.
Forskningsinstitutet upptar ett område på cirka 2,2 kvadratkilometer och har (2022) en årlig budget på cirka 948 miljoner euro och omkring 7 250 anställda. På institutet bedrivs forskning inom fysik, kemi, biologi, medicin och ingenjörsvetenskaper, och hade 2022 omkring 1200 gästforskare från omkring 80 olika länder.